# Ćuk变换器

不同架構電源變換器的比較，從上到下分別是降壓變換器、升壓變換器、降壓-升壓變換器和Ćuk变换器，左側是輸入電源，右側是輸出的負載。其功率開關元件可以是MOSFET，IGBT或BJT

Ćuk变换器是一种低漣波電流的降壓-升壓變換器。  Ćuk变换器可以被视为增压转换器和降压转换器的组合，通过一个开关器件和一个互电容来耦合能量。
与具有反相布局的降壓-升壓變換器类似，非隔离式转换器的输出电压通常是反相的，相对于输入电压具有更低或更高的值。虽然DC-DC转换器通常使用电感器作为主要储能元件，但Ćuk变换器使用电容器作为主要储能元件。它是以加州理工学院的斯洛博丹·阿图克（Slobodan Ottuk）的名字命名的，他首先提出了该设计。

## 非隔离式Ćuk变换器
非隔离式Ćuk变换器在基础形式上有一些变化。例如，线圈可以共享单个电感，这降低了输出纹波并增加了效率。由于功率传输通过电容器连续流动，因此这种类型的开关具有最小化的EMI辐射。通过使用二极管和开关，该转换器允许能量双向流动。